# Central nuclear de Borssele
La Central nuclear de Borssele  (en neerlandés: Kernenergiecentrale Borssele)  es una planta de energía nuclear cerca de la localidad de Borssele en los Países Bajos. Tiene un reactor de agua a presión (PWR). Borssele es la única planta nuclear que sigue funcionando para la producción de electricidad en los Países Bajos. Su producción neta es de 485 MWe. La central nuclear de Borssele fue construida por Siemens y ha estado en funcionamiento desde 1973, originalmente fue construida principalmente para abastecer de electricidad relativamente barata a una planta de fundición de aluminio.
En 1994 el Parlamento votó su abandono tras una discusión sobre la gestión de los residuos nucleares. La planta eléctrica en Dodewaard fue apagada en 1997. En 1997 el gobierno decidió finalizar la licencia de operación de la central nuclear de Borssele a finales del 2003.
En 2003 el apagado fue pospuesto por el gobierno conservador hasta 2013.
En 2005 la decisión fue revocada y se inició una investigación sobre la expansión del uso de la energía atómica. Esta revocación fue precedida por la publicación de un reportaje sobre energía sostenible de la CDA (principal partido de la coalición de gobierno, democristiano). Otros partidos políticos la apoyaron en ese momento.
En el 2006 el gobierno decidió que Borssele permanecería abierta hasta el 2033, mientras pueda cumplir con normas de seguridad incrementadas. Los propietarios, Essent y Delta invertirán junto al gobierno 500 millones de euros en energía sostenible, dinero que el gobierno dice que de todos modos deberían haber pagado a los propietarios de las centrales como compensación.